# Монако на Европском првенству у атлетици на отвореном 2010.
Монако је учествовао на Европском првенству 2010. одржаном у Барселони, Шпанија, од 27. јула до 1. августа са једним спортистом који се такмичио у трци на 800 метара.
Ово је било треће европско првенство у атлетици на отвореном на којем је Монако учествовао.
Представник Монака није освојио ниједну медаљу нити је поставио неки рекорд.

## Учесници
| Дисциплина | Мушкарци | Жене |
| ---------- | -------- | ---- |
| 800 м      | Брис Ете |      |

### Мушкарци
| Атлетичар | Дисциплина | Лични рекорд | Квалификације | Квалификације | Полуфинале | Полуфинале | Финале           | Финале       | Детаљи                                |
| Атлетичар | Дисциплина | Лични рекорд | Резултат      | Место         | Резултат   | Место      | Резултат         | Место        | Детаљи                                |
| --------- | ---------- | ------------ | ------------- | ------------- | ---------- | ---------- | ---------------- | ------------ | ------------------------------------- |
| Брис Ете  | 800 м      | 1:47,61 НР   | 1:48,54       | 3 у гр, 2 КВ  | 1:59,52    | 8 у пф 2   | Није се пласирао | 16 / 31 (32) | Архивирано на веб-сајту (9. јун 2012) |